# Agentura regionálního rozvoje
Agentura regionálního rozvoje, celým názvem ARR - Agentura regionálního rozvoje spol. s r.o., zkráceně ARR, je regionální organizace, která se zabývá poradentstvím a managementem v oblasti regionálního rozvoje Libereckého kraje. Liberecký kraj je také jejím zřizovatelem a 100% vlastníkem. V regionu funguje již od 90. let a sídlí v Liberci v Evropském domě.

## Činnost
Mezi hlavní pole působnosti ARR patří dotační management, poradenství v oblasti strategických a rozvojových dokumentů a podpora inovativních projektů Libereckého kraje a regionálních firem a institucí. Agentura je provozovatelem podnikatelského inkubátoru Lipo.Ink.  Dále spravuje portál Investuj pod Ještědem, který na jednom místě soustřeďuje nabídku prodeje i pronájmu nemovistostí se zaměřením na tzv. brownfiely a greenfieldy, dlouho nevyužívané komerční objekty a jiné investiční příležitosti. Z oblasti nových technologií se věnuje digitalizaci skrze projekt DIH Northeast. Ve spolupráci s Libereckým krajem je plánováno zřízení vzdělávacího centra zaměřeného na kyberbezpečnost, které bude fungovat na Střední průmyslové škole v České Lípě.